# كتارنتوس وردي
القضاب أو كتارنتوس وردي أو ونكا أو فنكا أو فلفل افرنكى هو نوع من النباتات المزهرة من عائلة دفلية. موطنه مدغشقر ومستوطن فيها، ولكنه يزرع في مكان آخر كنبات للزينة والعلاج. وهو مصدر لعقاقير فينكريستين وفنبلاستين المستخدمة في علاج السرطان. تم تضمينه سابقًا في جنس فينكا مثل فينكا الوردية.

## المرادفات
تم التعرف على نوعين منه
- كاثارانثوس روزوس فار. روزوس

مرادفات لهذا النوع
كاثارانثوس روزوس فار. أنغوستوس ستينيس السابق باخويزن و.
كاثارانثوس روزوس فار. ألبوس جي دون 
كاثارانثوس روزوس فار. أوكيلاتوس جي دون 
كاثارانثوس روزوس فار. نانوس ماركغر.
Lochnera Rosea f. ألبا (ج. دون) وودسون 
Lochnera الوردية فار. أوسيلاتا (جي دون) وودسون
- كاثارانثوس روزوس فار . أنغوستوس (ستينيس) باخ. F.[11]

مرادفات لهذا النوع
كاثارانثوس روزوس فار. نانوس ماركغر.
Lochnera الوردية فار. أنجوستا ستينيس 

## وصف
Catharanthus roseus هي شجيرة دائمة الخضرة أو نبات عشبي ينمو 1 متر (39 بوصة) طويل القامة. اوراقه بيضاوية إلى مستطيلة، 2.5–9 سنتيمتر (1.0–3.5 بوصة) طويلة 1–3.5 سنتيمتر (0.4–1.4 بوصة) عريضة، خضراء لامعة، مع وسط شاحب وسويقة قصيرة 1–1.8 سنتيمتر (0.4–0.7 بوصة) يتم ترتيبهم في أزواج متقابلة. تتلون الأزهار باللون الأبيض مع قلب أصفر أو أحمر إلى وردي غامق أو قلب أحمر داكن، مع أنبوب قاعدي 2.5–3 سنتيمتر (1.0–1.2 بوصة) طويل وكورولا 2–5 سنتيمتر (0.8–2.0 بوصة) بقطر خمسة فصوص البتلة. الثمرة عبارة عن زوج من البصيلات 2–4 سنتيمتر (0.8–1.6 بوصة) طويل و 3 مليمتر (0.1 بوصة) واسع.   

## علم البيئة
في البراري، يعتبر من النباتات المهددة بالانقراض. السبب الرئيسي لتدوهر زهرة كاثارانثوس هو تدمير الموائل عن طريق قطع الزراعة وحرقها. ومع ذلك، فإنه يتم زراعته على نطاق واسع ويتم تجنيسه في المناطق شبه الاستوائية والاستوائية من العالم مثل أستراليا وبنغلاديش والهند وماليزيا وباكستان والولايات المتحدة.  إنه مُكيف جيدًا للنمو في أستراليا لدرجة أنه مُدرج كعشب ضار في غرب أستراليا وإقليم العاصمة الأسترالية،  وأيضًا في أجزاء من شرق كوينزلاند.

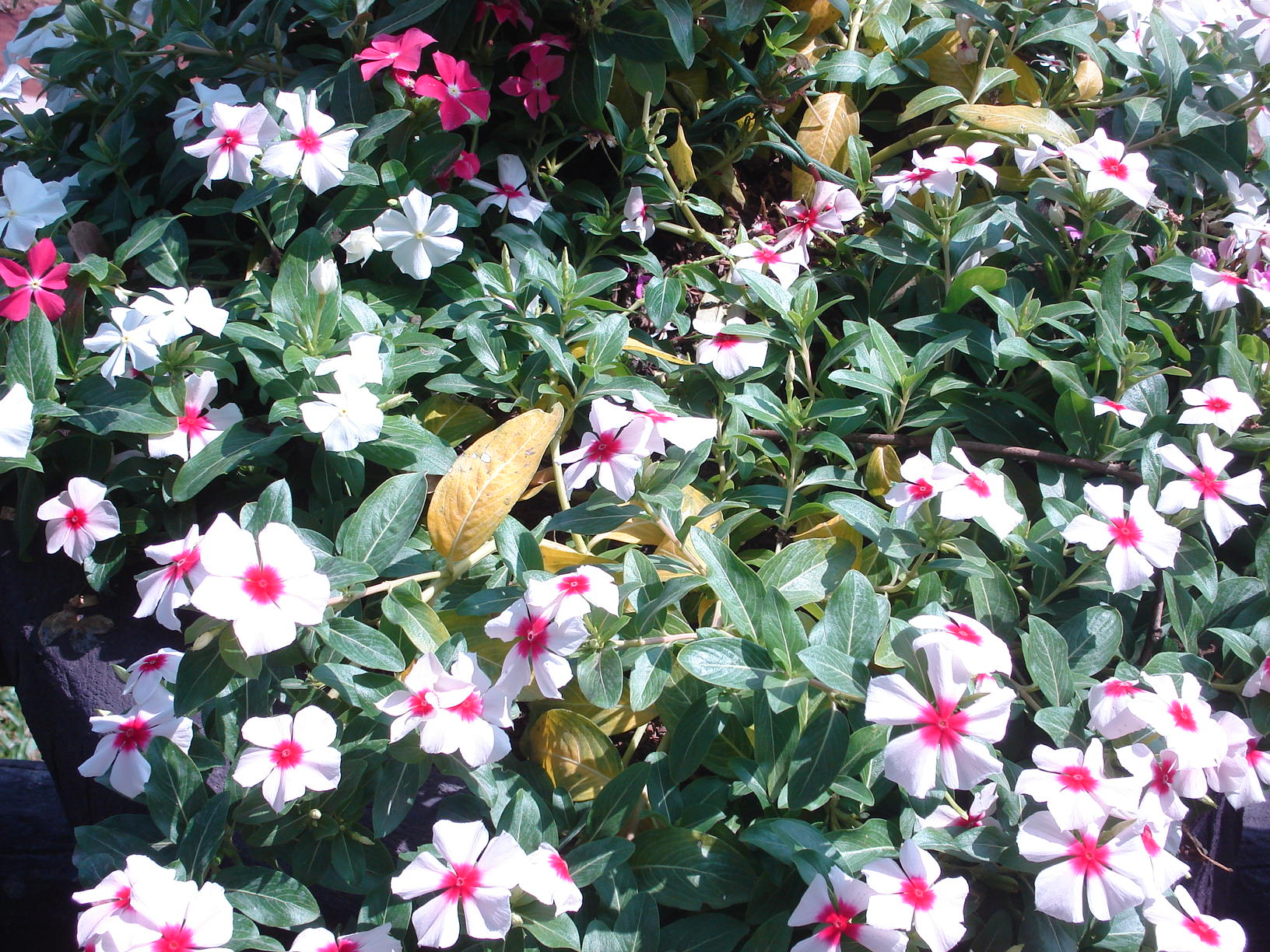
وردي باهت مع قلب أحمر

## زراعة
باعتباره نباتًا للزينة، فإنه يحظى بالتقدير لصمده في الظروف الجافة والظروف الغذائية التي تعاني من نقص التغذية، وهو شائع في الحدائق شبه الاستوائية حيث لا تنخفض درجات الحرارة أبدًا عن 5–7 °م (41–45 °ف) ، وكمصنع فراش دافئ في الحدائق المعتدلة. تشتهر بفترة ازدهارها الطويلة، طوال العام في الظروف الاستوائية، ومن الربيع إلى أواخر الخريف، في المناخات الدافئة المعتدلة. يفضل أن تكون التربة ذات أشعة الشمس الكاملة والتربة جيدة التصريف. تم اختيار العديد من الأصناف للتنوع في لون الزهرة (الأبيض، البنفسجي، المشمشي، القرمزي، والبرتقالي المحمر)، وكذلك لتحمل ظروف النمو الأكثر برودة في المناطق المعتدلة. تشمل الأصناف البارزة "Albus" (زهور بيضاء) و "Grape Cooler" (وردي) ومجموعة Ocellatus (ألوان مختلفة) و "Peppermint Cooler" (أبيض مع مركز أحمر).  في الولايات المتحدة، غالبًا ما يتم تحديده على أنه «فينكا» على الرغم من أن علماء النبات قد غيّروا هويته وغالبًا ما يمكن رؤيته ينمو على جوانب الطرق في الجنوب.
في المملكة المتحدة، حصلت على جائزة الجمعية الملكية البستانية لجائزة الاستحقاق للحدائق  (تم تأكيدها عام 2017).

## الاستخدامات

### تقليدي
لطالما تمت زراعة هذا النوع من أجل الطب العشبي، حيث يمكن إرجاعه إلى بلاد ما بين النهرين عام 2600 قبل الميلاد. في الأيورفيدا (الطب التقليدي الهندي)، تُستخدم مستخلصات جذورها وبراعمها، على الرغم من كونها سامة، ضد العديد من الأمراض. في الطب الصيني التقليدي، تم استخدام البعض منه ضد العديد من الأمراض، بما في ذلك مرض السكري والملاريا وسرطان الغدد الليمفاوية هودجكين.  في الخمسينات، تم عزل قلويدات الفينكا، بما في ذلك فينبلاستين وفينكريستين، من Catharanthus roseus أثناء فحص الأدوية المضادة لمرض السكري. أدى اكتشاف الصدفة هذا إلى زيادة البحث في تأثيرات العلاج الكيميائي للفنبلاستين والفينكريستين. الصراع بين الاستخدام المحلي التاريخي، وبراءات الاختراع من عام 2001 على العقاقير التي تنتجها شركات الأدوية الغربية C. roseus ، دون تعويض، أدى إلى اتهامات بالقرصنة الحيوية.

### طبي
يوجد فينبلاستين وفينكريستين، أدوية العلاج الكيميائي المستخدمة لعلاج عدة أنواع من السرطانات، الموجودة فيها     ويتم تصنيعها حيوياً من اقتران قلويدات كاثارانثين وفيندولين. يمكن تحضير عامل العلاج الكيميائي شبه الاصطناعي الجديد vinorelbine ، المستخدم في علاج سرطان الرئة ذو الخلايا غير الصغيرة،   إما من vindoline و catharanthine   أو من leurosine قلويد الفينكا،  في كلتا الحالتين عن طريق أنهيدروفينبلاستين.  تم عزل الفينكولين المنبه للأنسولين من النبات. 

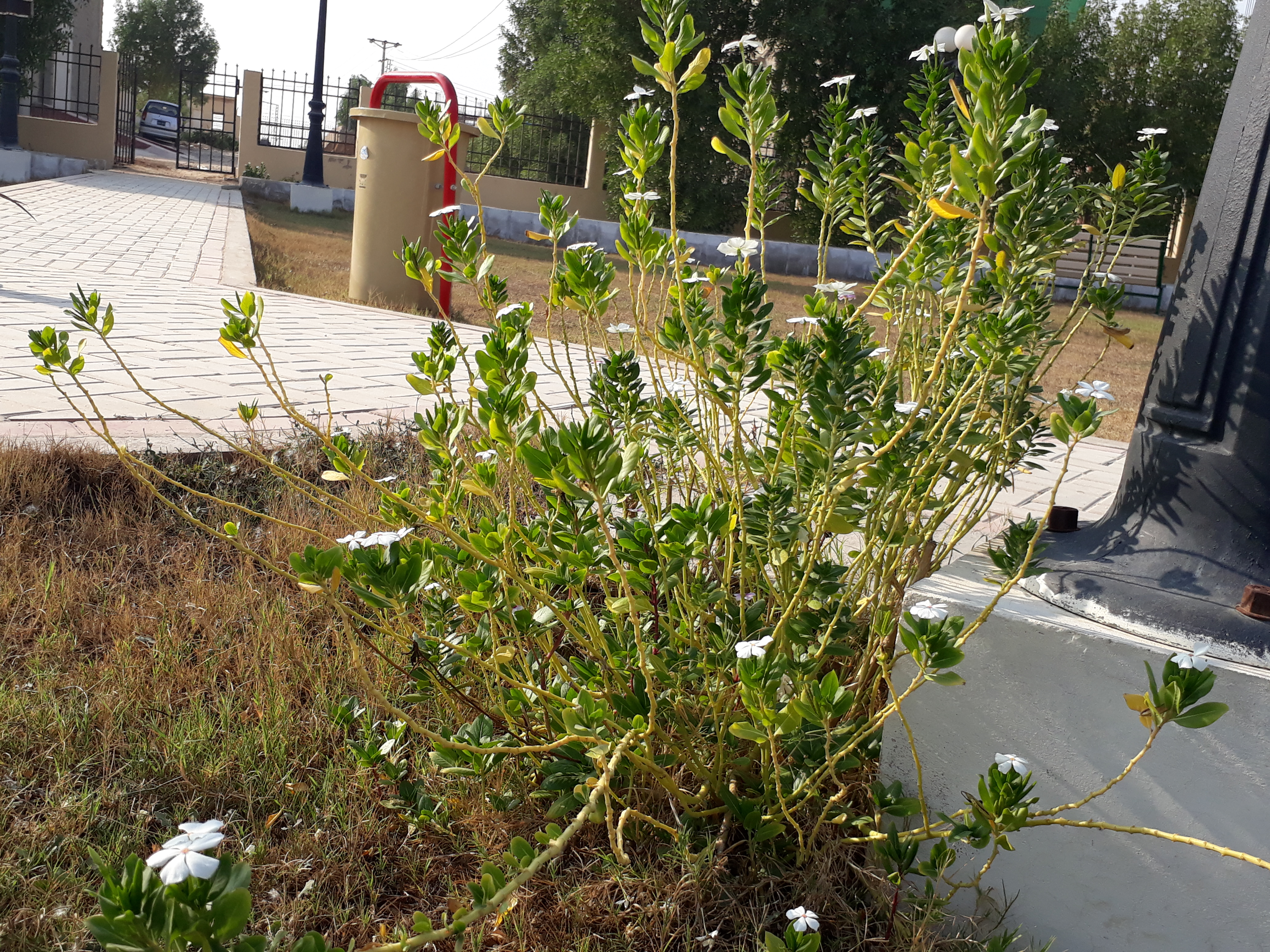
شجيرة نكة

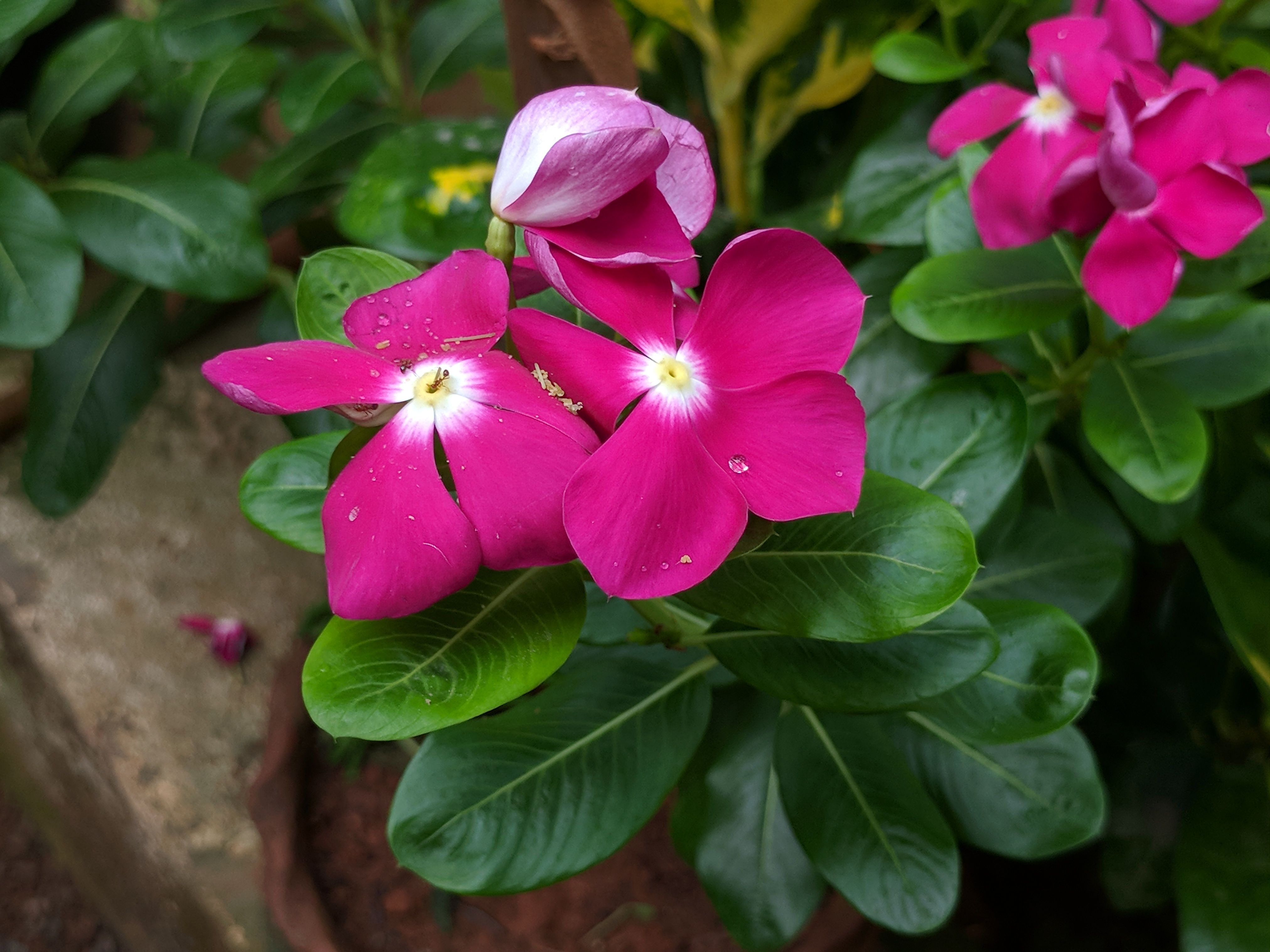
تأتي بألوان مختلفة وعديدة

### دراسة
على الرغم من الأهمية الطبية والاستخدام الواسع، فإن القلويات المرغوبة (فينبلاستين وفينكريستين) يتم إنتاجها بشكل طبيعي بعوائد منخفضة للغاية. بالإضافة إلى ذلك، يعد تجميع المنتجات المطلوبة في المختبر أمرًا معقدًا ومكلفًا، مما يؤدي إلى صعوبة تلبية الطلب والحاجة إلى زيادة الإنتاج. ثبت أن معالجة النبات بالهرمونات النباتية، مثل حمض الساليسيليك  وميثيل جاسمونيت،   يحفز آليات الدفاع والإفراط في إنتاج قلويدات المصب. تختلف الدراسات التي تستخدم هذه التقنية في ظروف النمو واختيار الهرمون النباتي وموقع العلاج. في الوقت نفسه، هناك جهود مختلفة لرسم خريطة لمسار التخليق الحيوي الذي ينتج القلويات لإيجاد مسار مباشر للإفراط في الإنتاج عبر الهندسة الوراثية. 
يستخدم C. roseus في أمراض النبات كمضيف تجريبي للفيتوبلازما. هذا لأنه من السهل أن تصيب الغالبية العظمى من الفيتوبلازما، وغالبًا ما يكون لها أعراض مميزة جدًا مثل الورقية وتقليل حجم الورقة بشكل ملحوظ.

## الاحياء
روزينيدين هي صبغة الأنثوسيانيدين الوردية الموجودة في أزهار C. roseus. Lochnericine هو قلويد رئيسي في الجذور.

## تسمم
يمكن أن تسبب بالتسمم إذا تناوله البشر عن طريق الفم، وقد تم الاستشهاد به (تحت مرادفه Vinca rosea) في قانون ولاية لويزيانا رقم 159 . جميع أجزاء النبات سامة. وغير قابلة للاستهلاك وفي حال تم ذلك، تبدأ الأعراض من تقلصات خفيفة في المعدة، ومضاعفات في القلب، وانخفاض ضغط الدم، وشلل منهجي يؤدي في النهاية إلى الوفاة.
وفقًا لعالم النبات الفرنسي بيير بواتو، فإن خصائصها السامة معروفة على مدى أجيال من الملغاشيين ك سم يُستهلك في تجارب المحن، حتى قبل استخدام فاكهة التانجينا. أعطت هذه الزهرة أحد أسمائها vonenina ، من Malagasy تعني «زهرة الندم».

## بعض من الصور

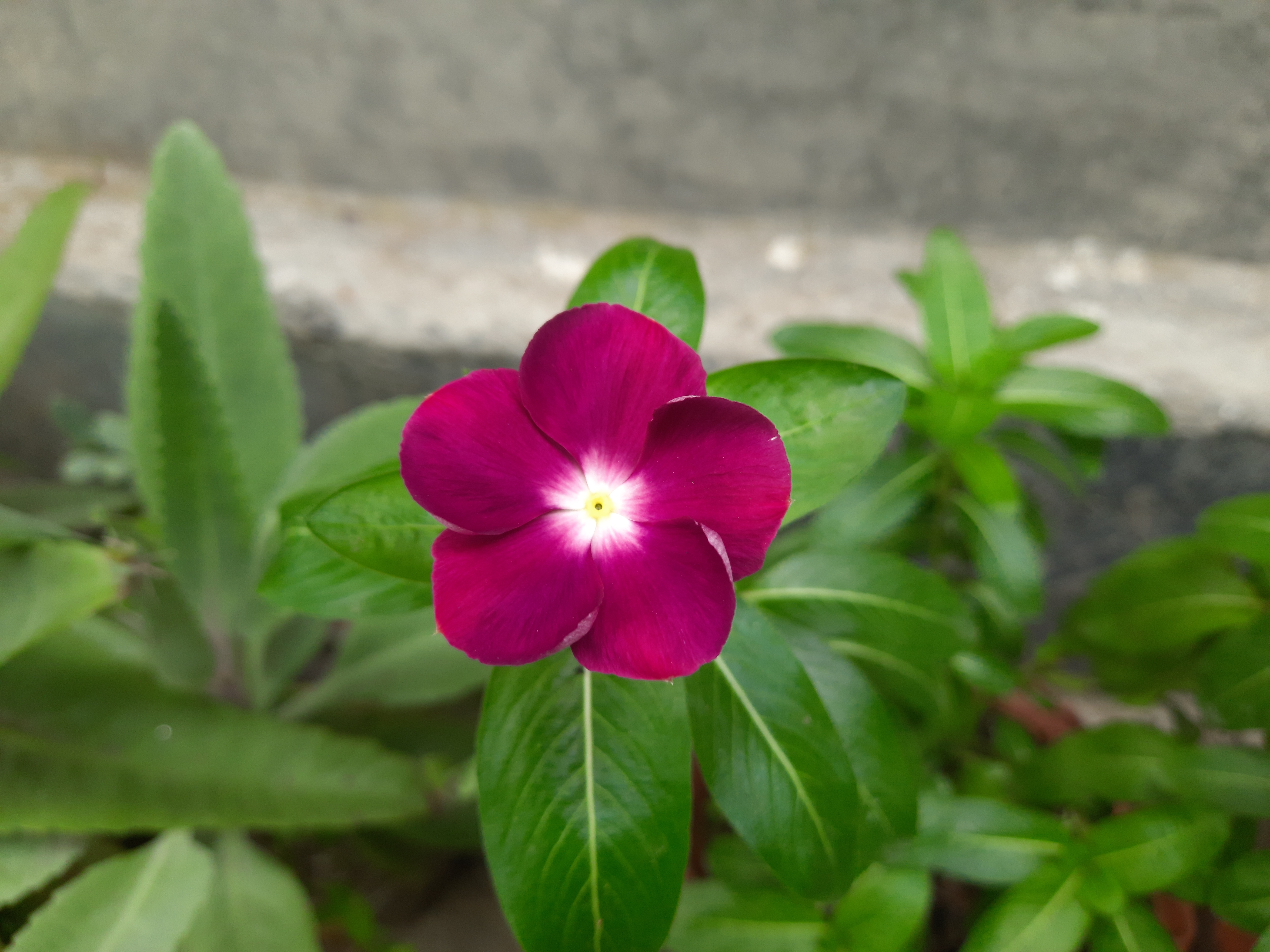
زهرة كاثارانثوس الأرجواني
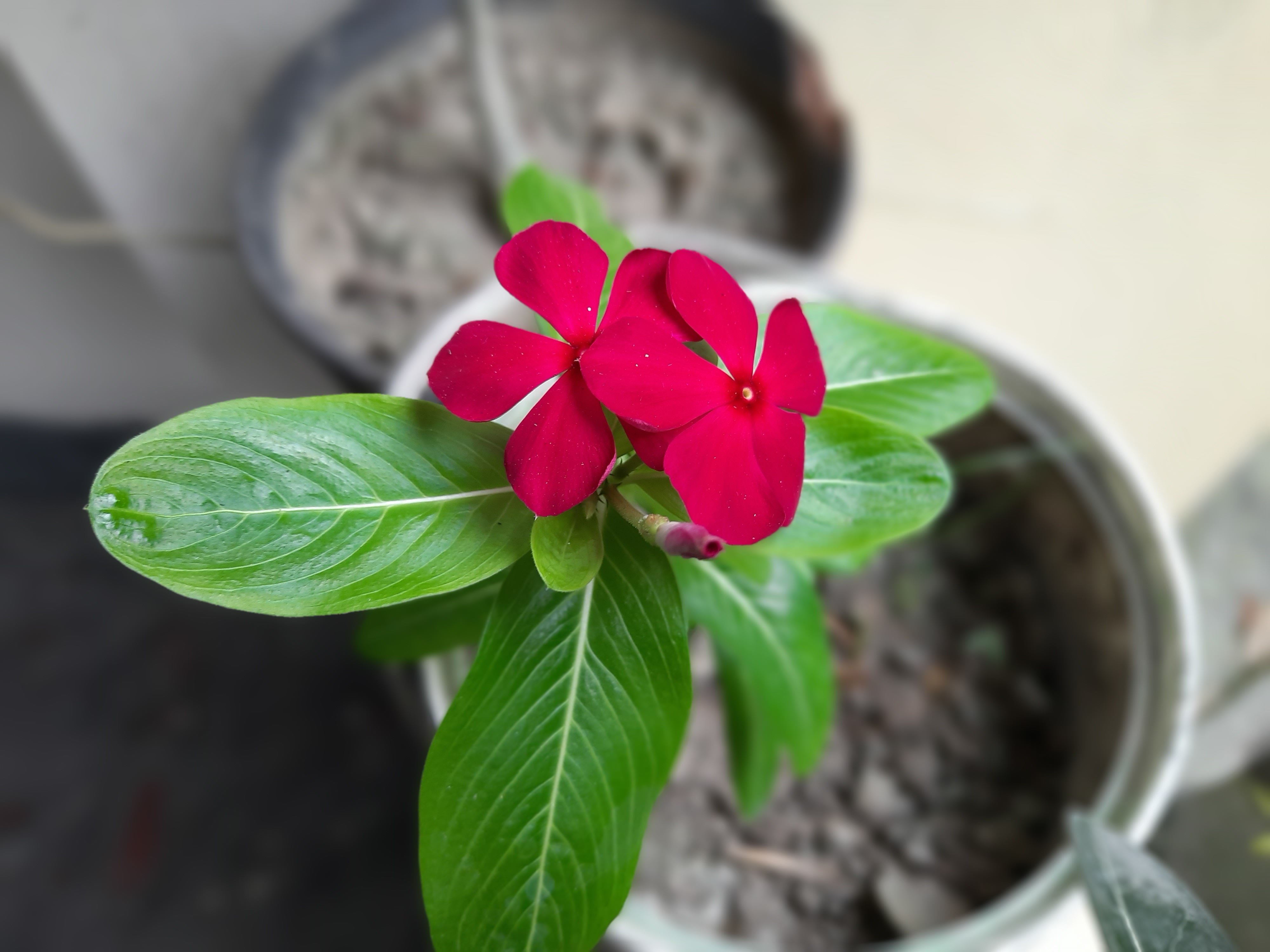
في بنغلاديش في شرفة احدهم نمت كاثارانثوس روزوس كنبات للزينة
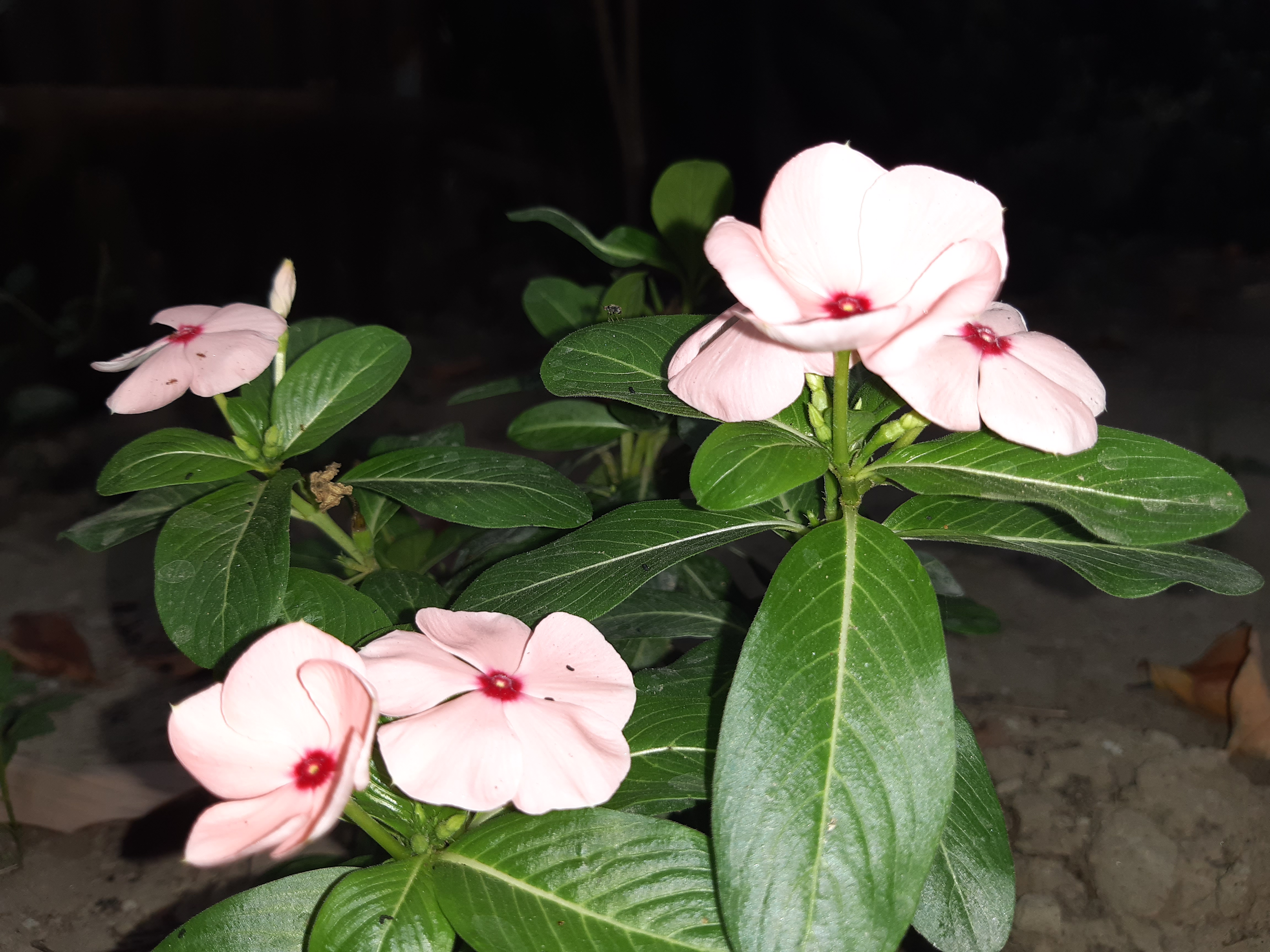
كاثارانثوس روزوس أبيض مصفر
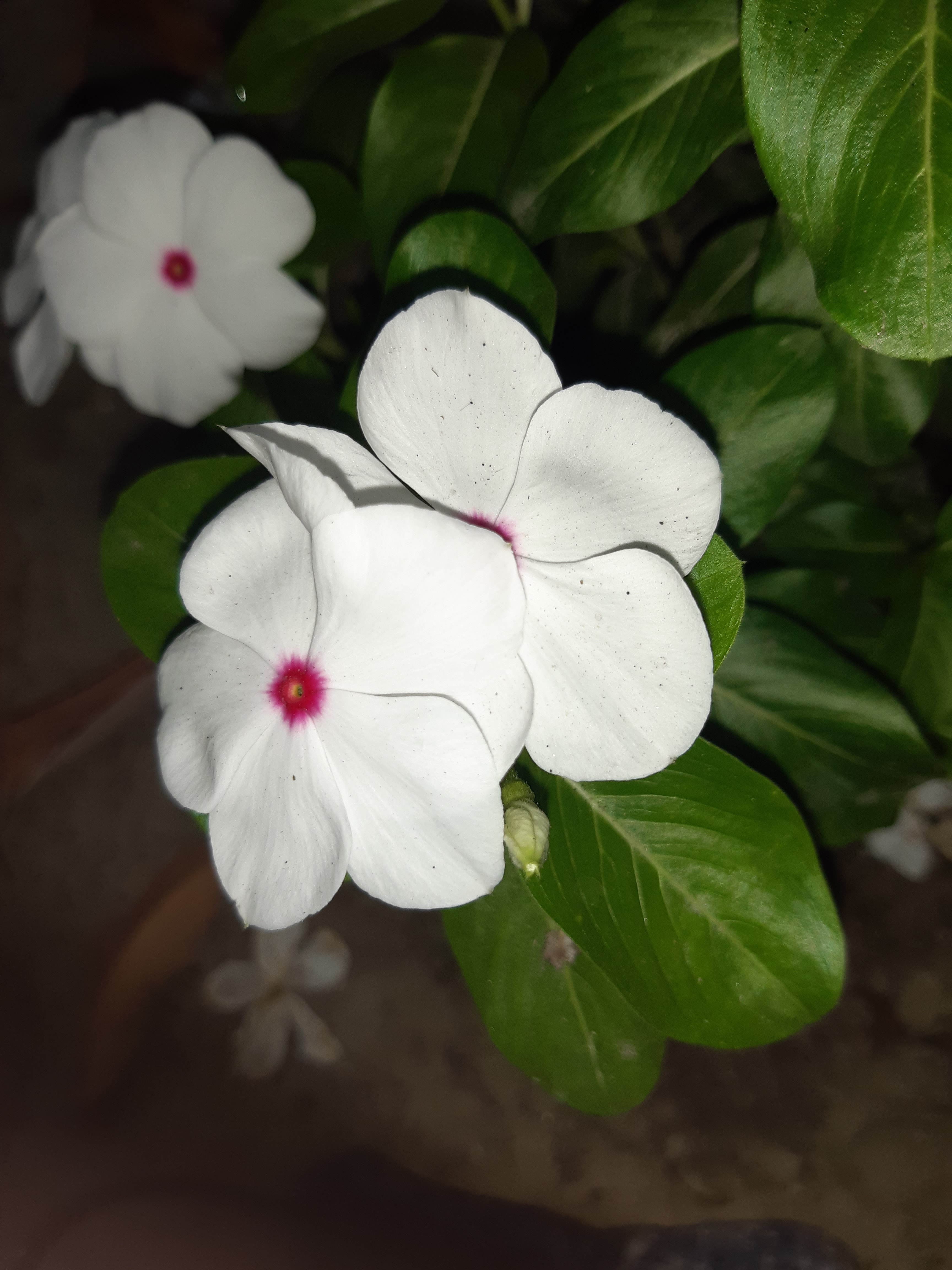
زهرة كاثارانثوس البيضاء
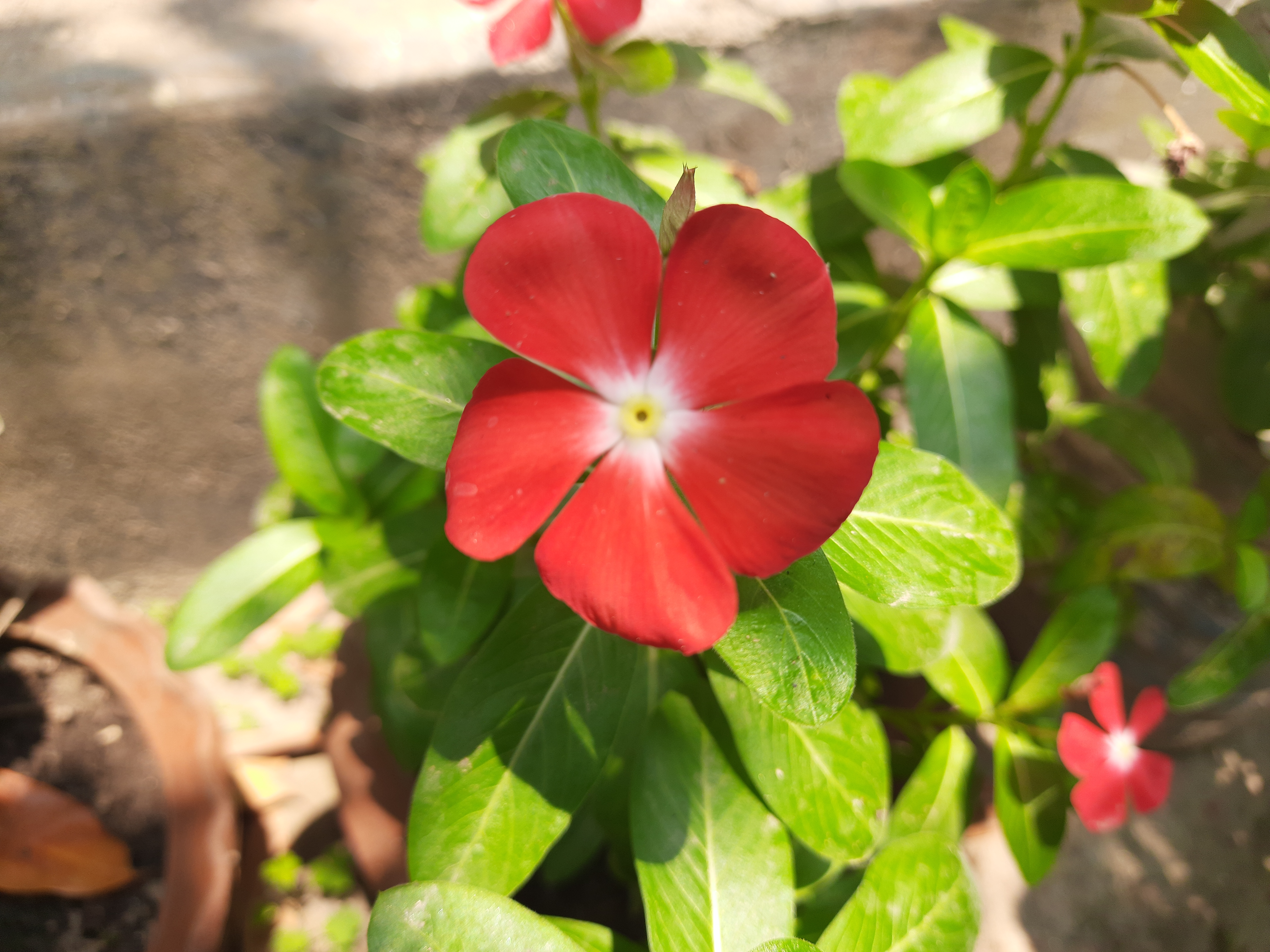
زهرة كاثارانثوس الحمراء
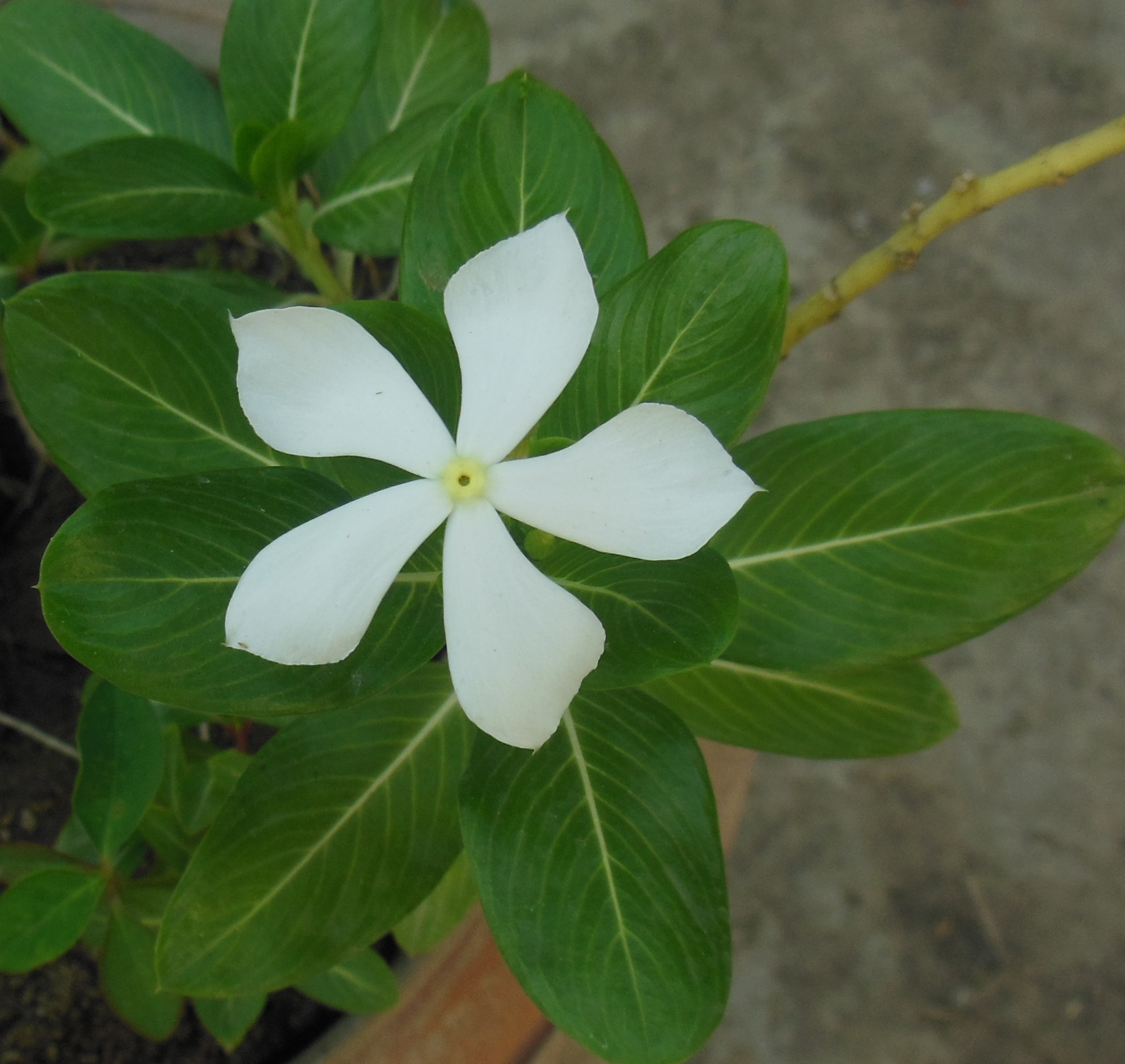
نكة وردية بيضاء
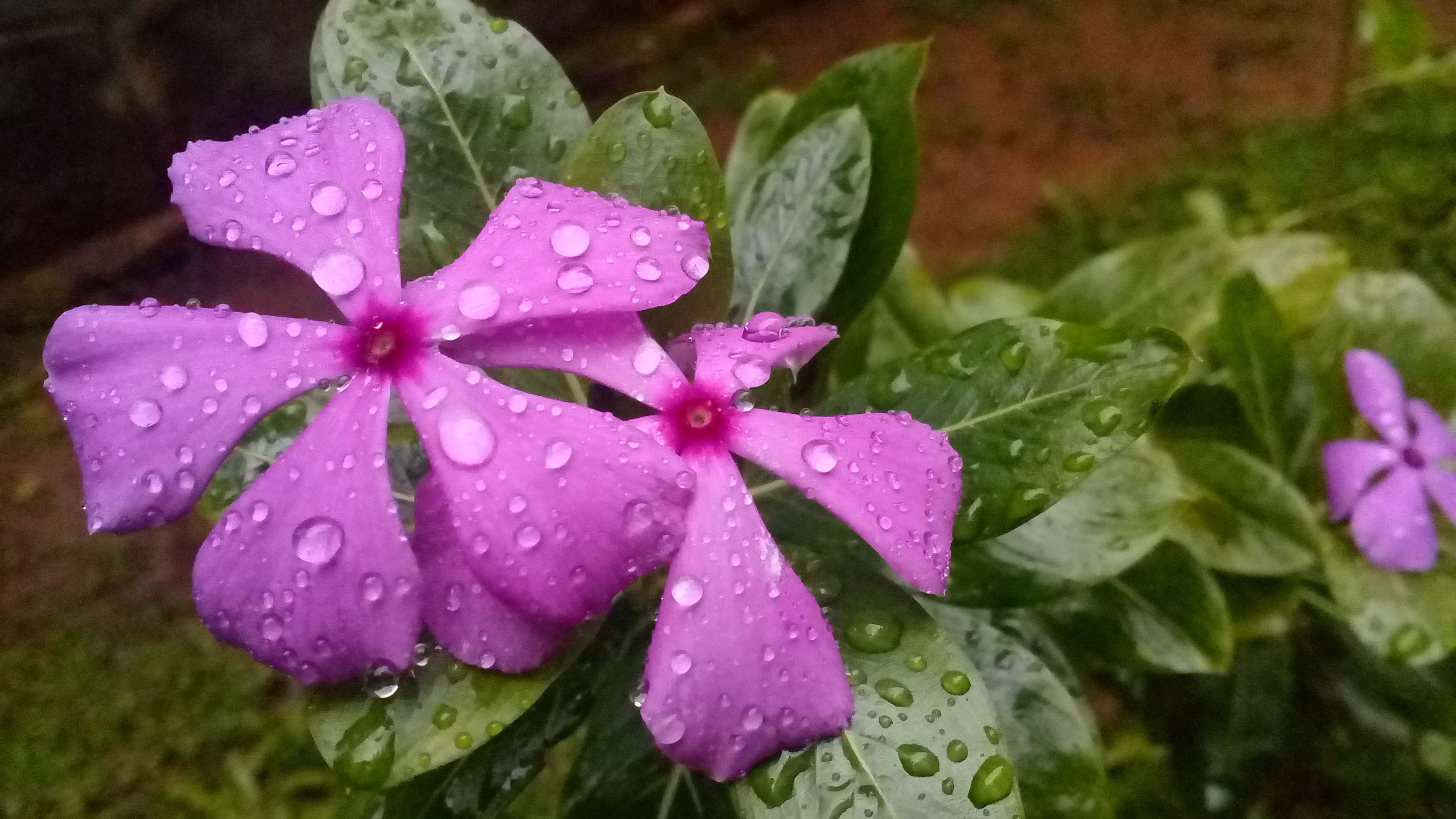
كاثارانثوس روزوس في ولاية كيرالا
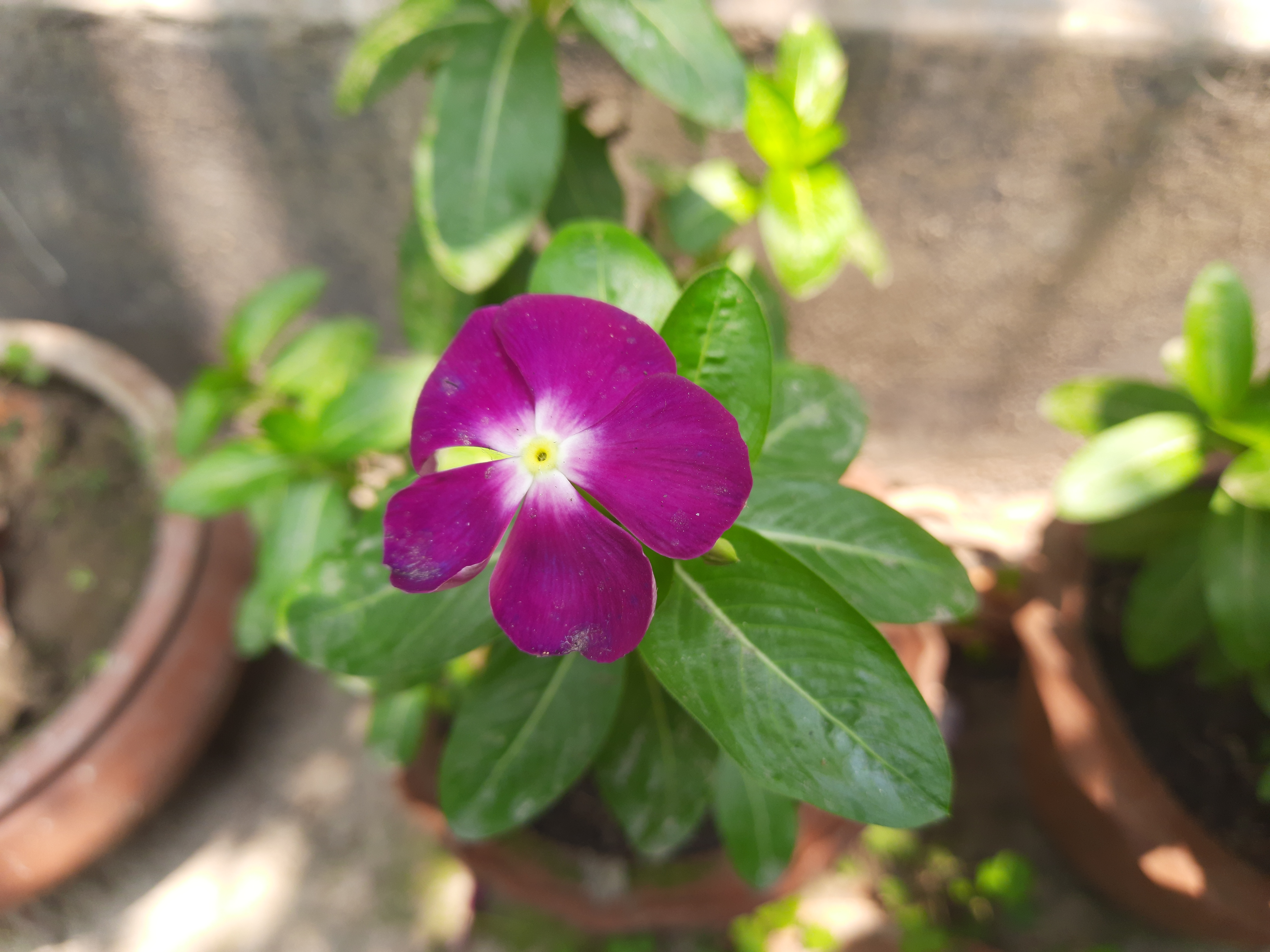
زهرة كاثارانثوس الأرجواني
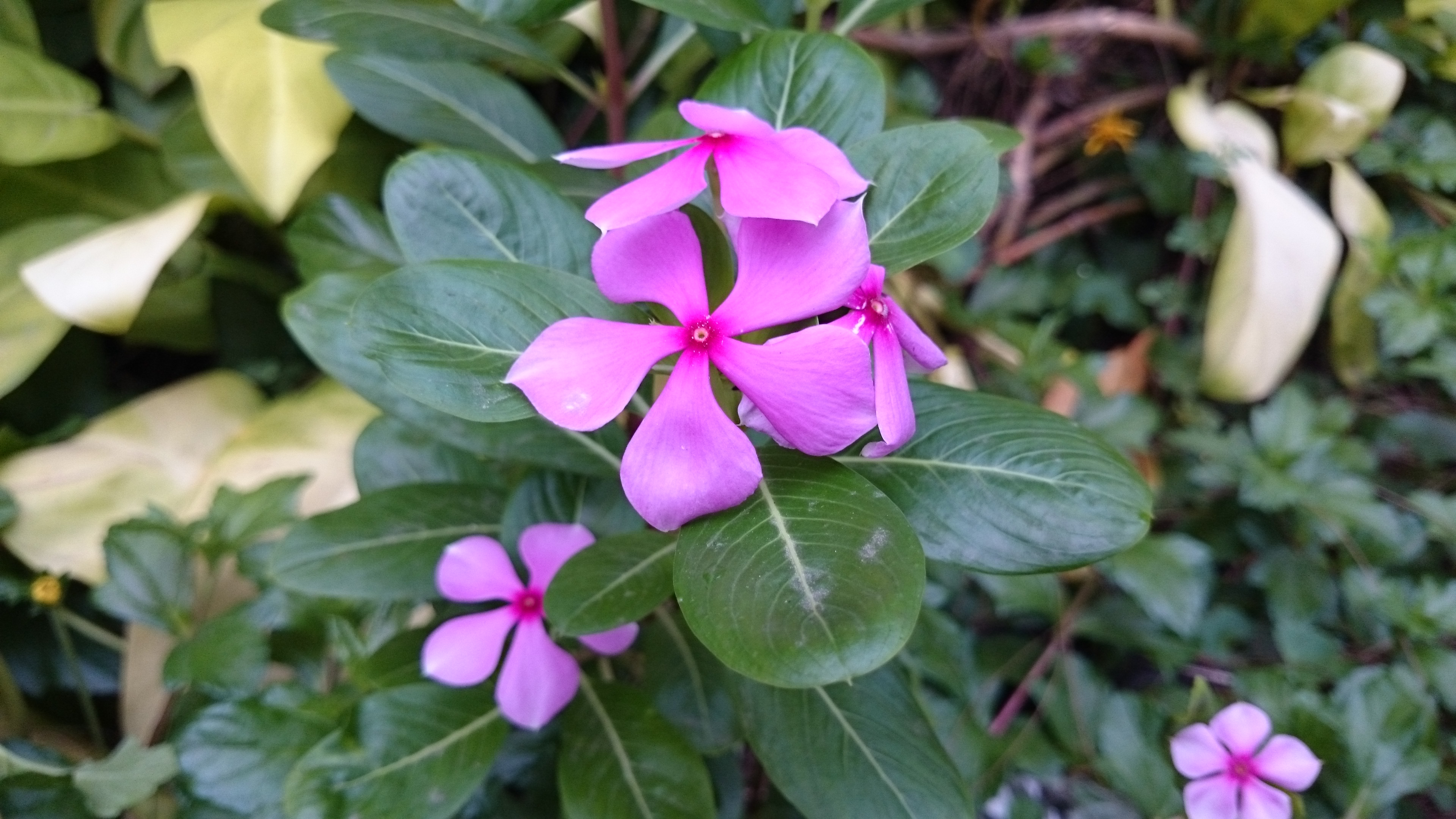
فينكا من حديقة في كوكس بازار ، بنغلاديش
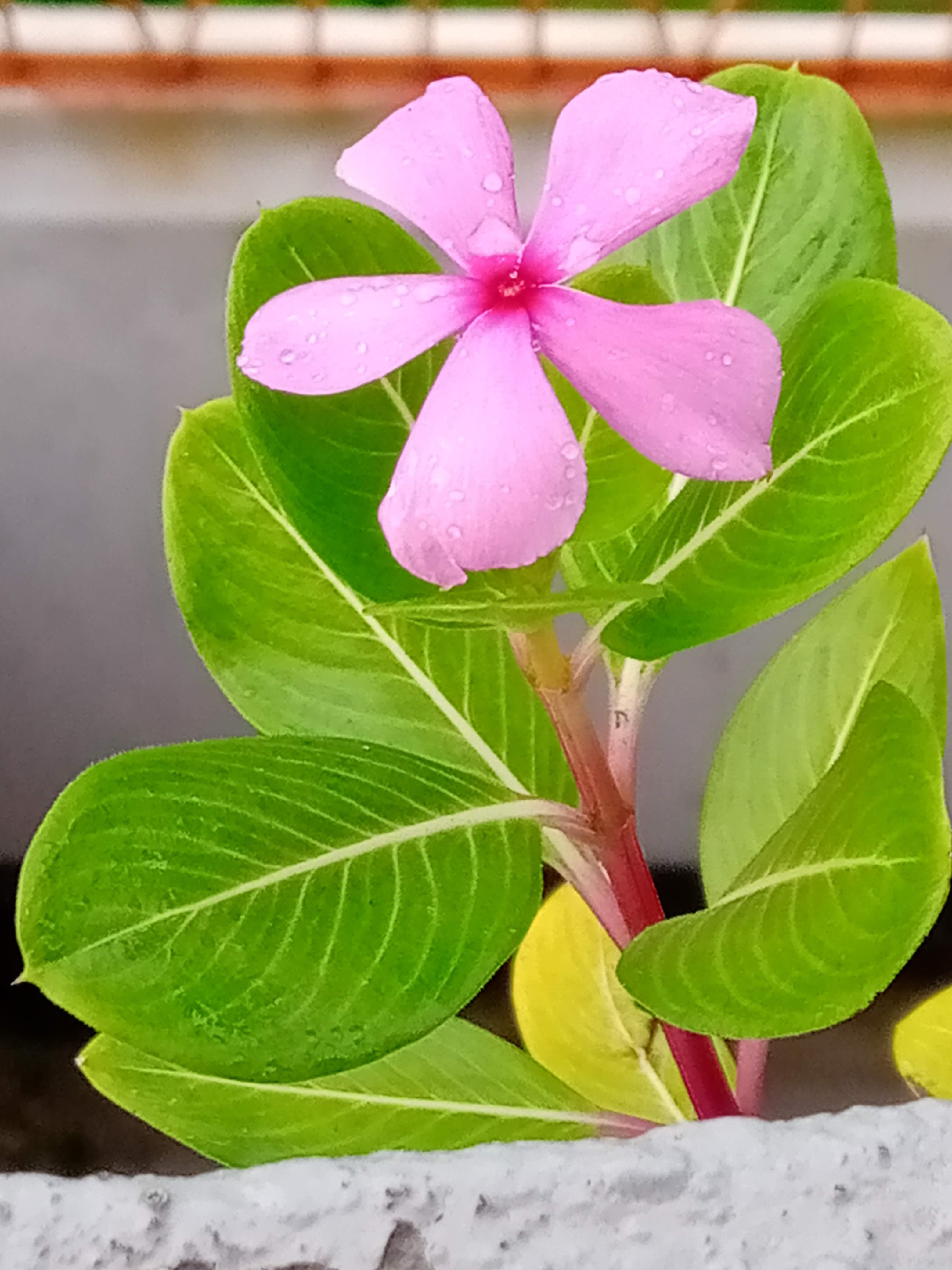
كاثارانثوس روزوس في إيشوردي ، بنغلاديش
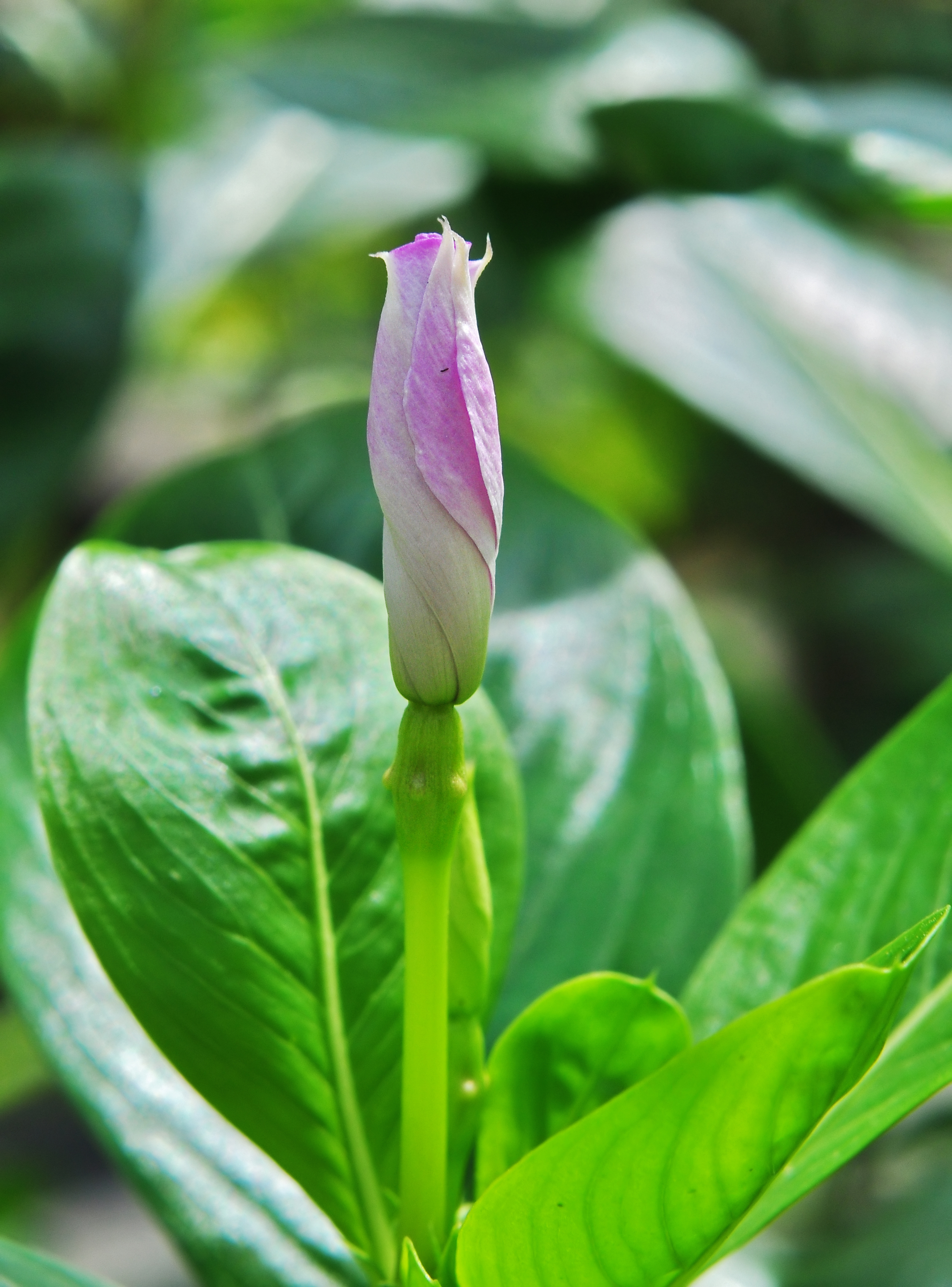
برعم الزهرة في ولاية البنغال الغربية ، الهند
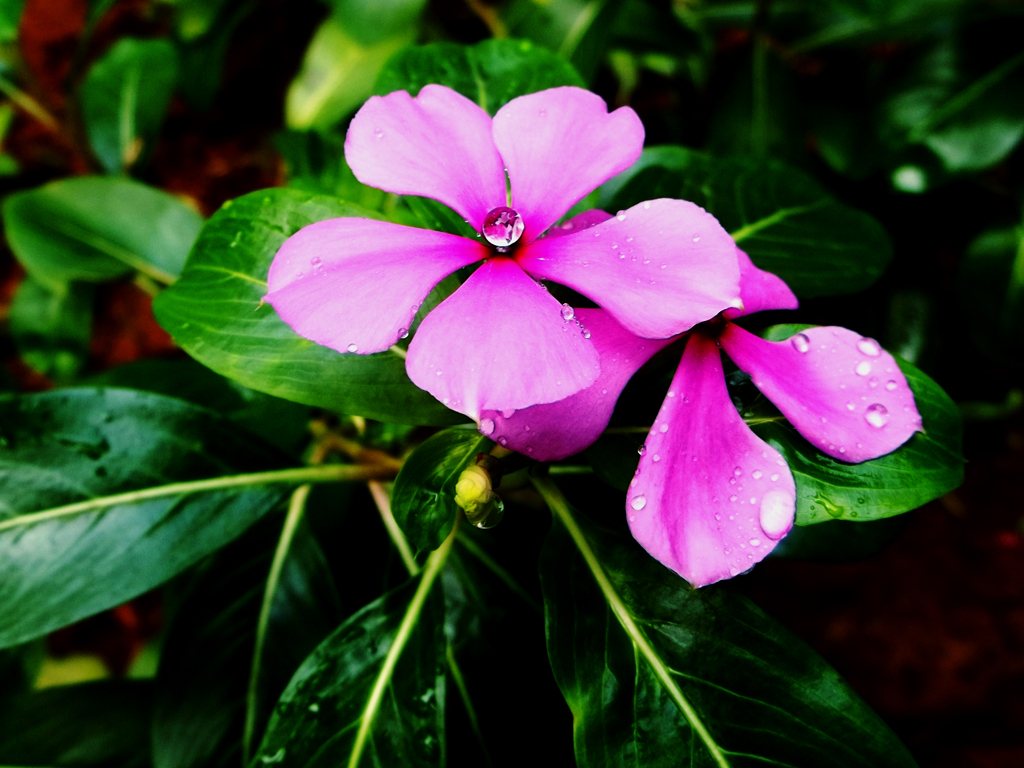
في الهند
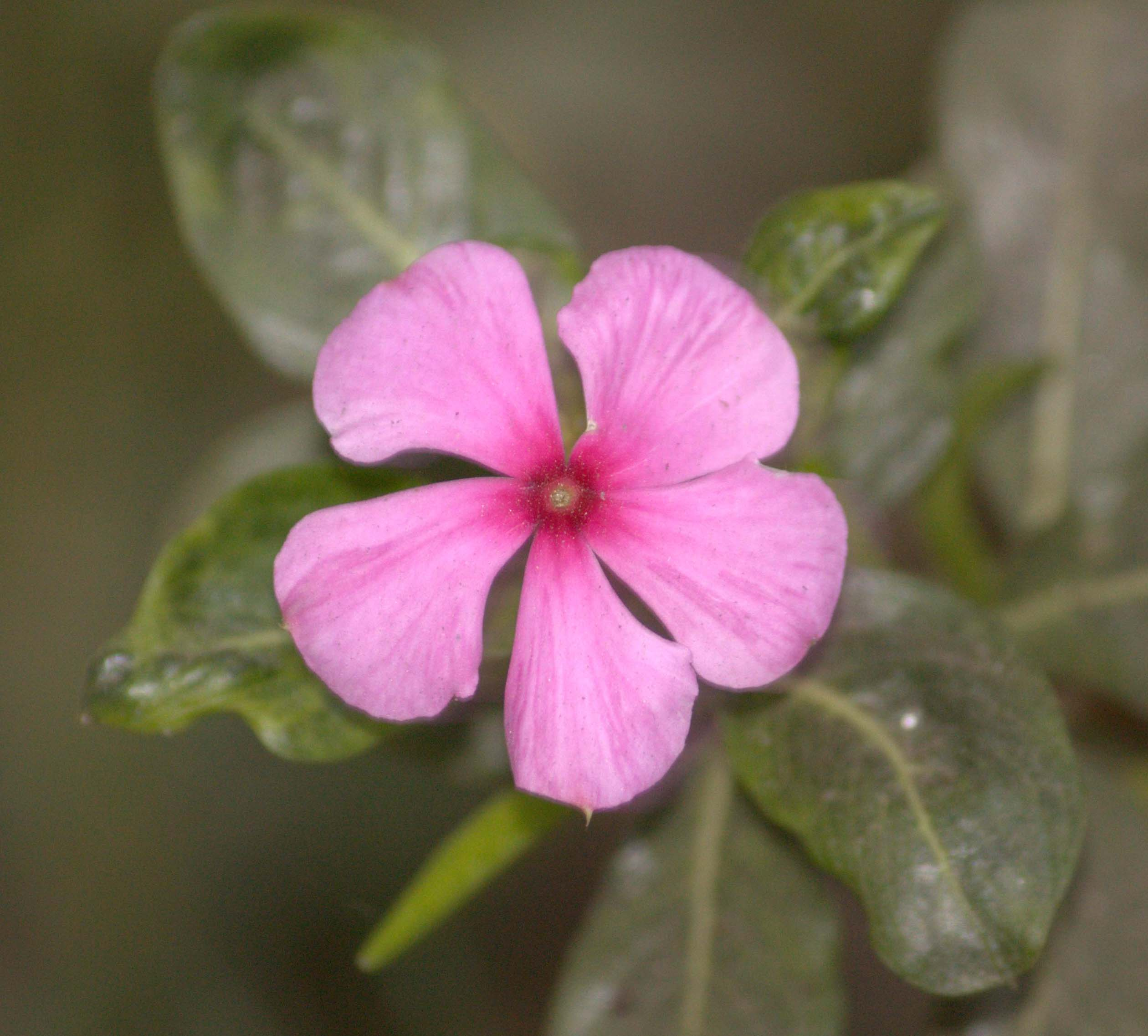
ايضا في الهند
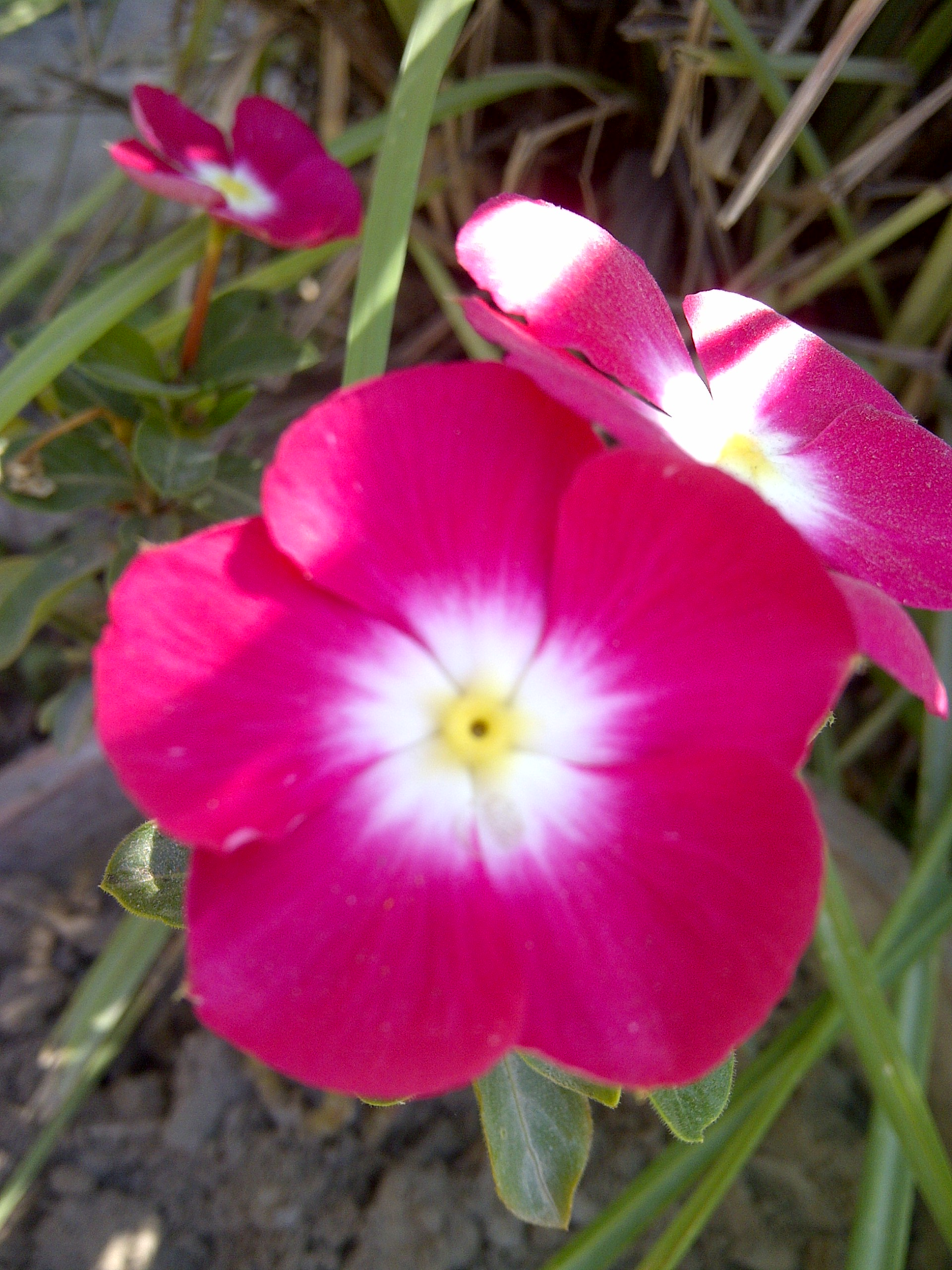
كاثارانثوس روزوس في باكستان
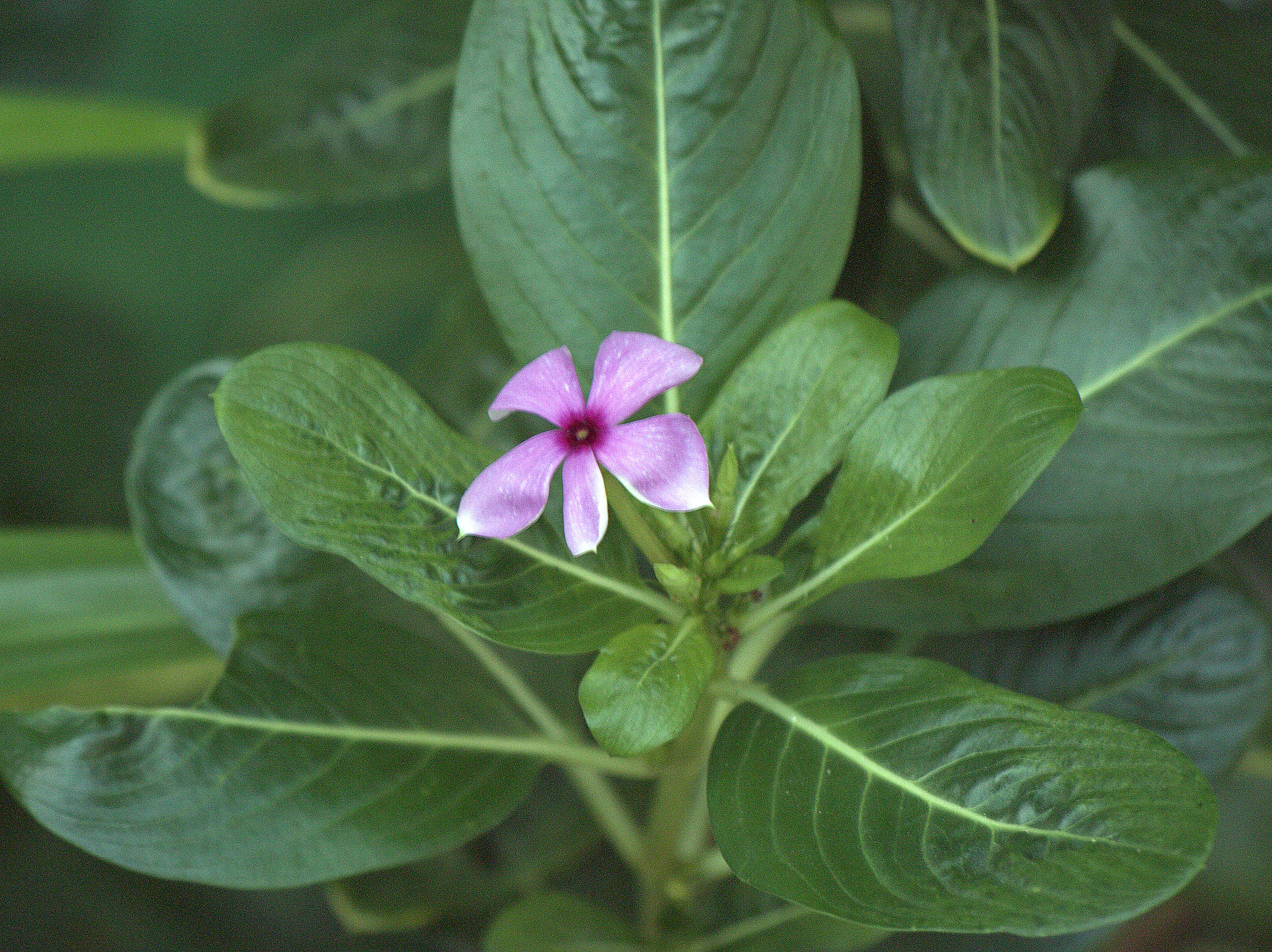
نمت في ماليزيا
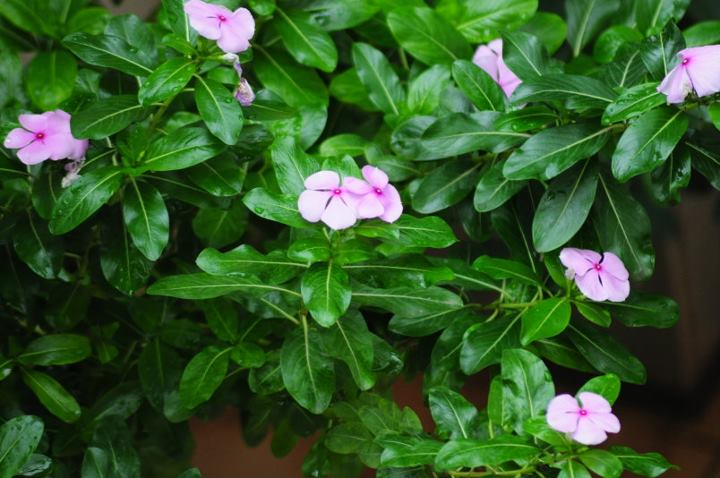
نشأت زهرة النبات في معابد الهند
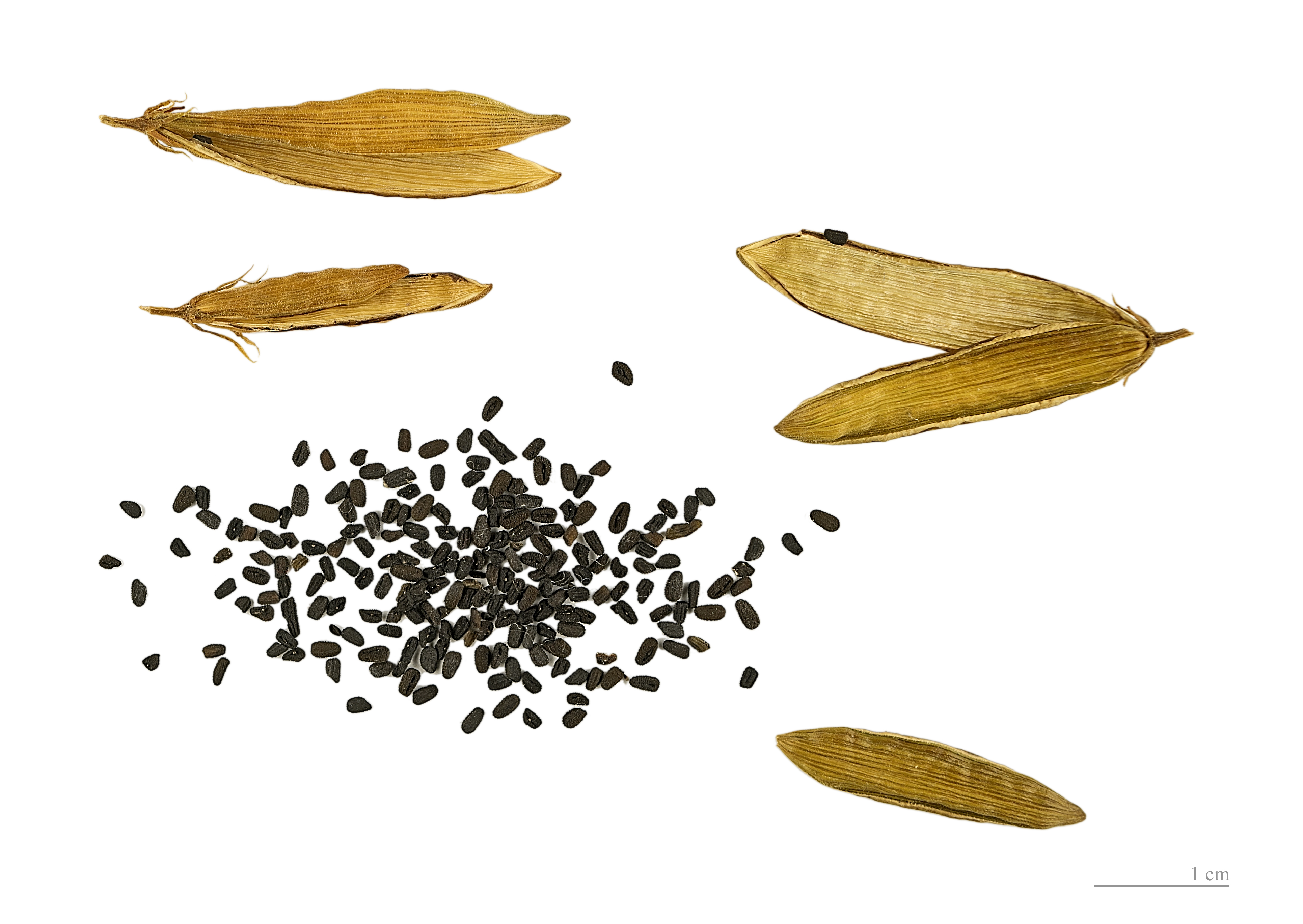
الثمرة والبذور
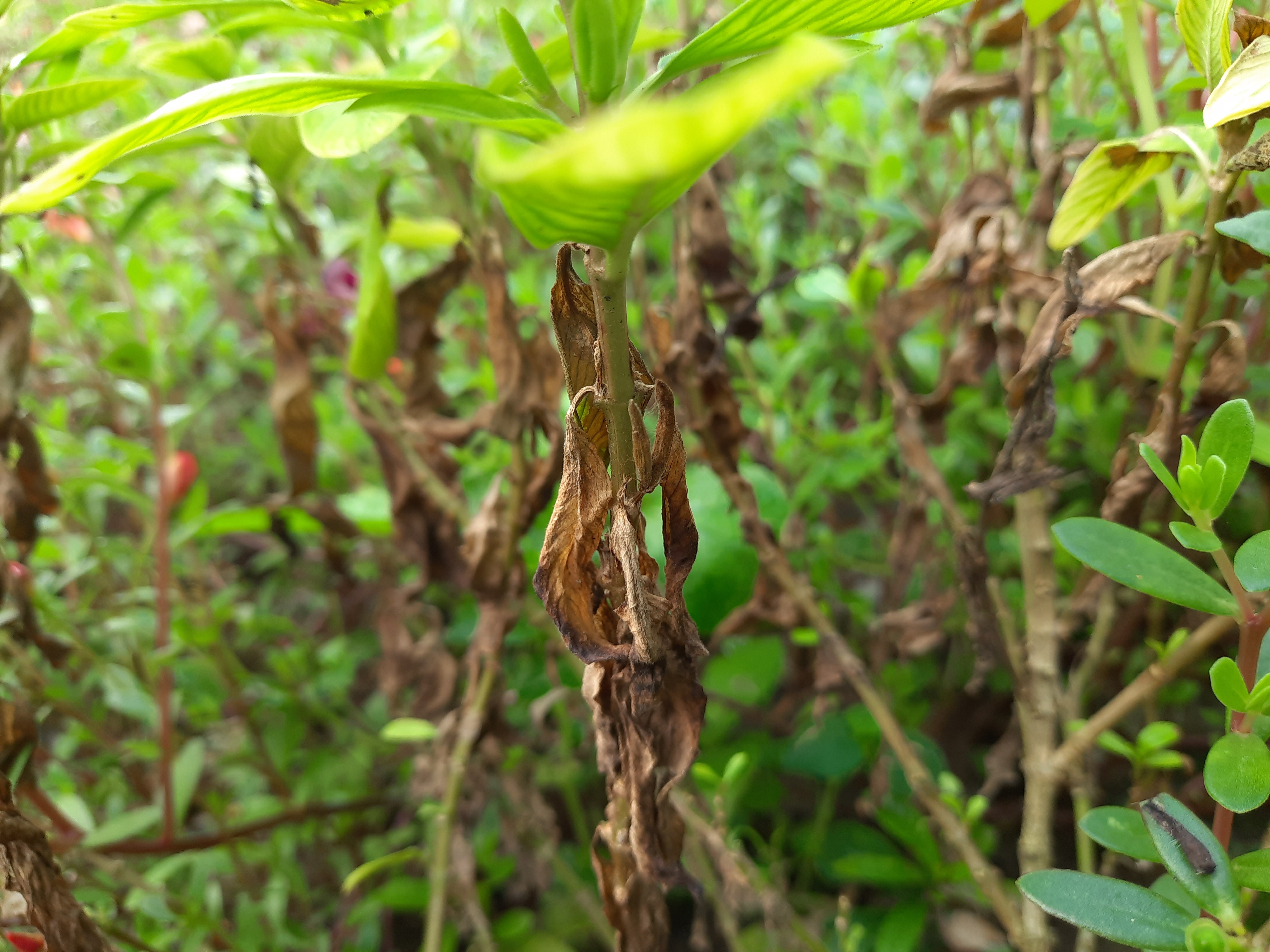
ثمار نكة مدغشقر الناضجة
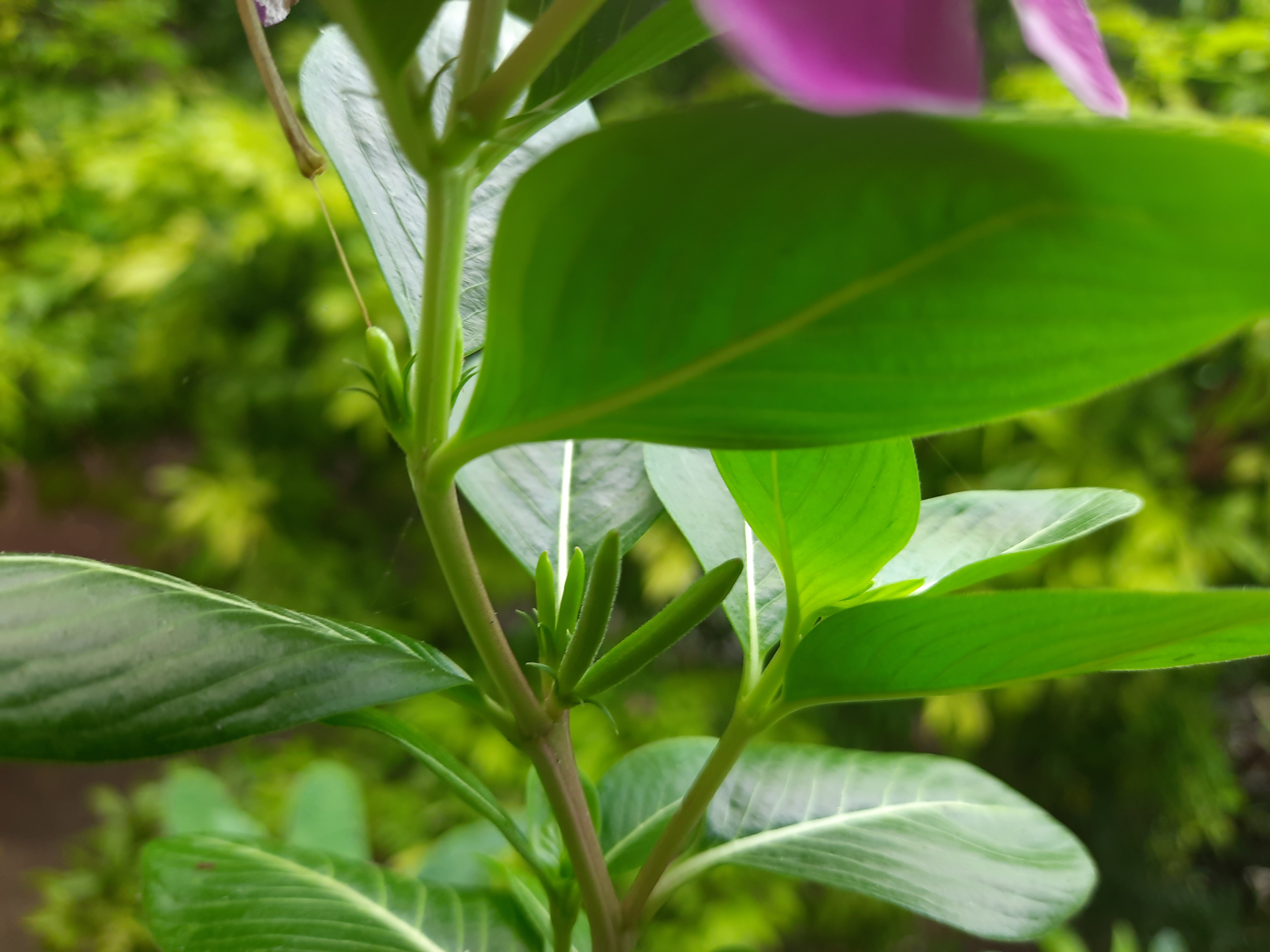
ثمار غير ناضجة من نكة مدغشقر
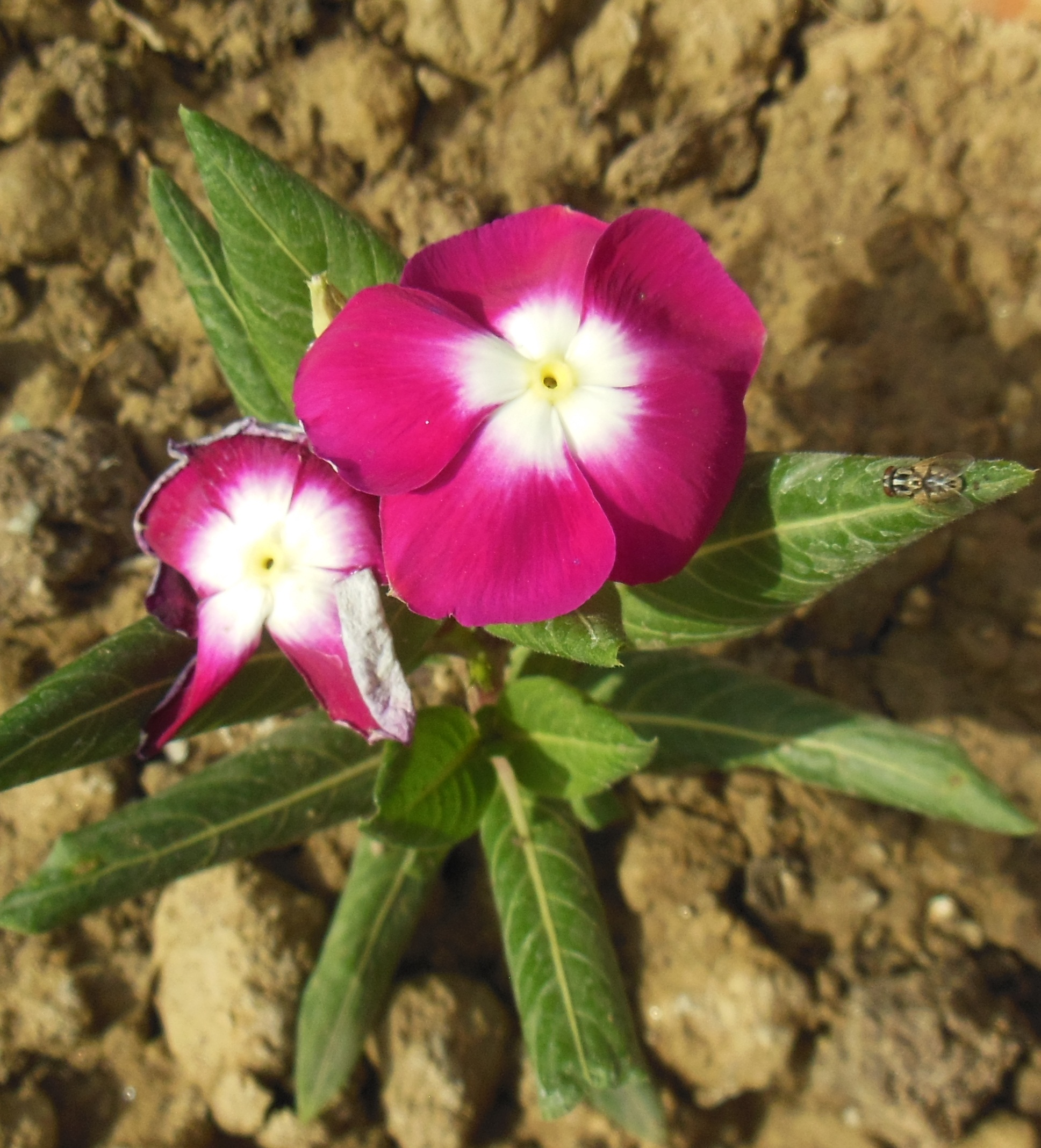
باسيفيكا بورغندي هالو - نكة مدغشقر
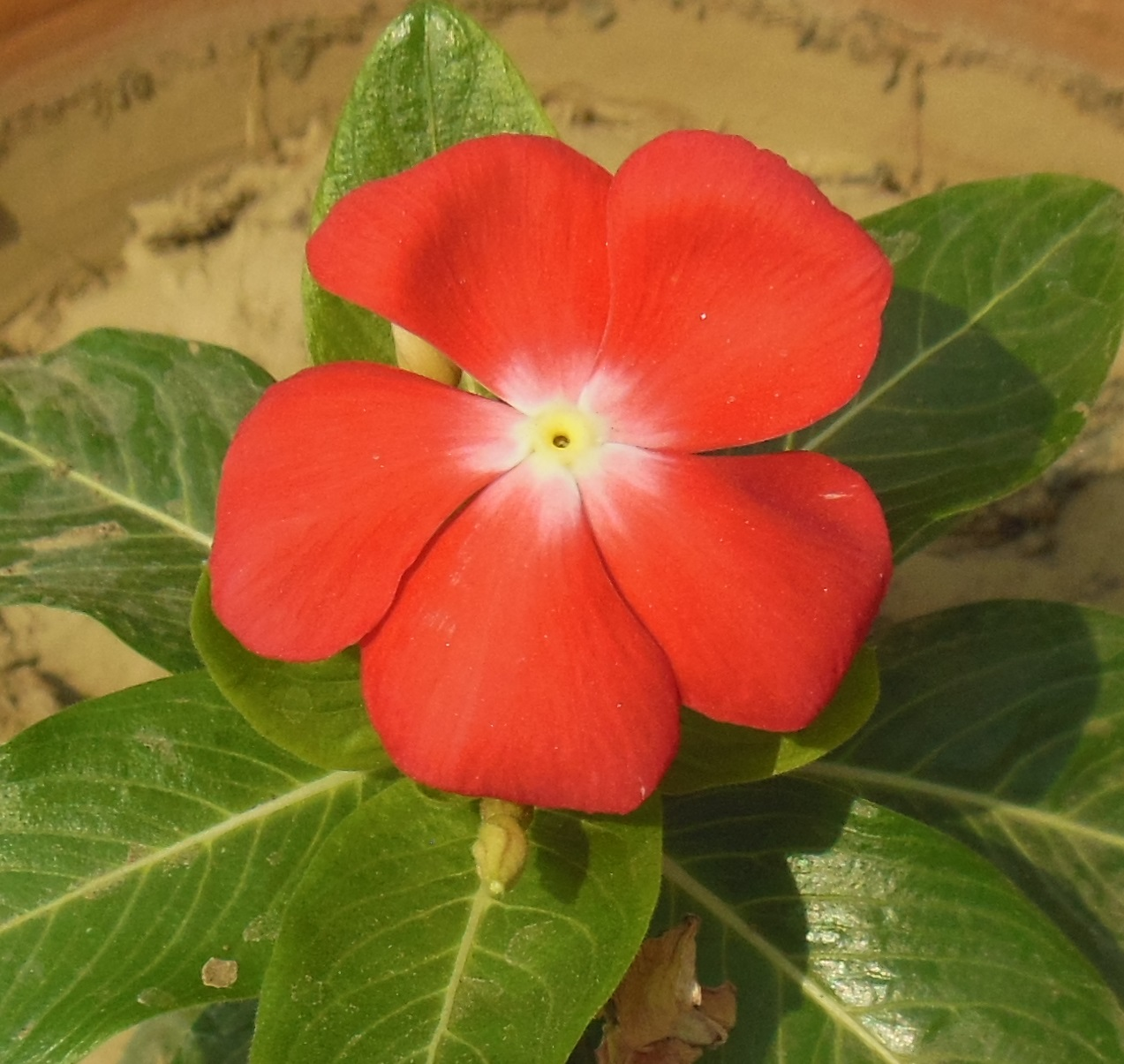
الصنف الأحمر من مدغشقر Periwinkle
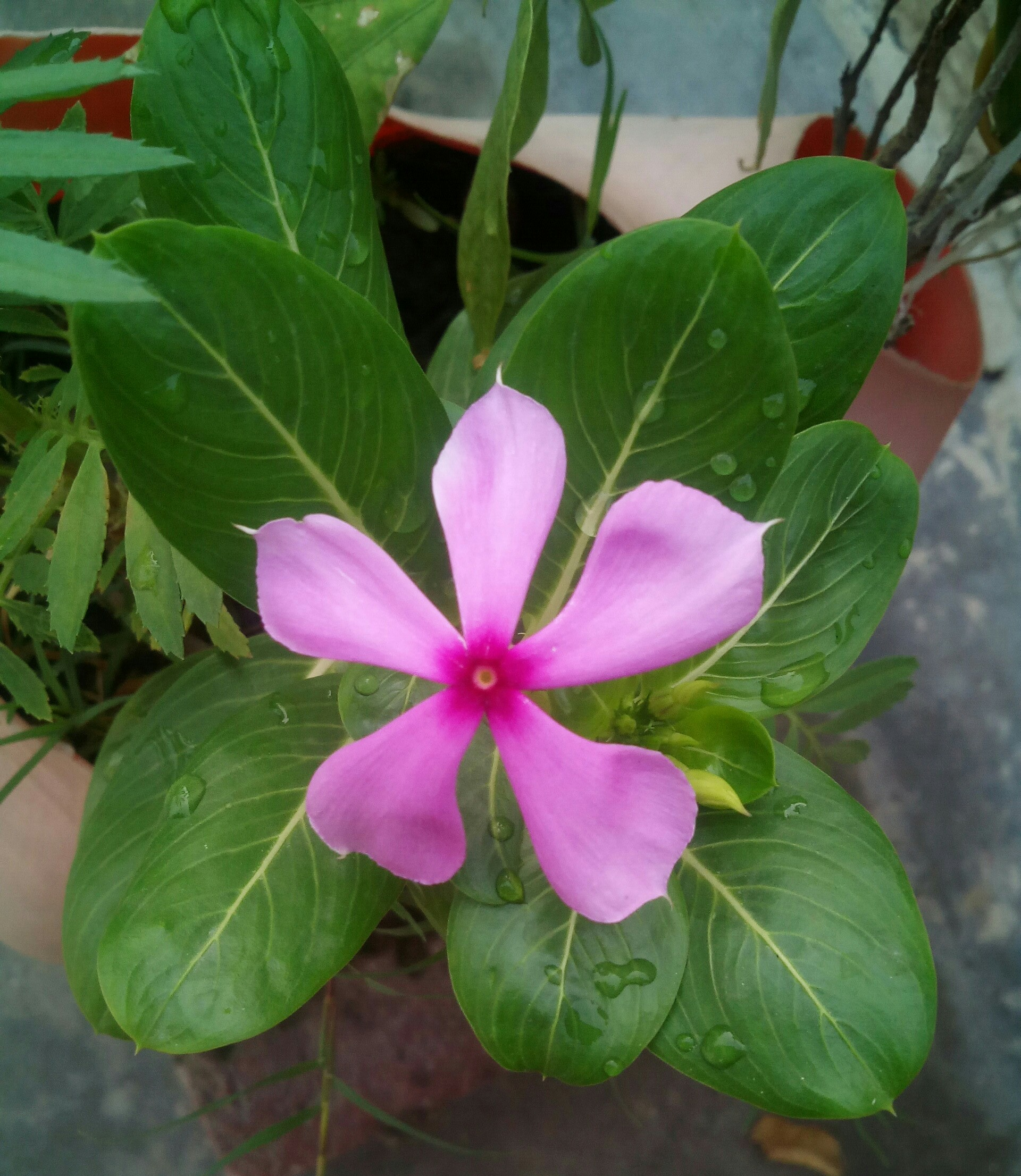
نبات محفوظ بوعاء في نيودلهي
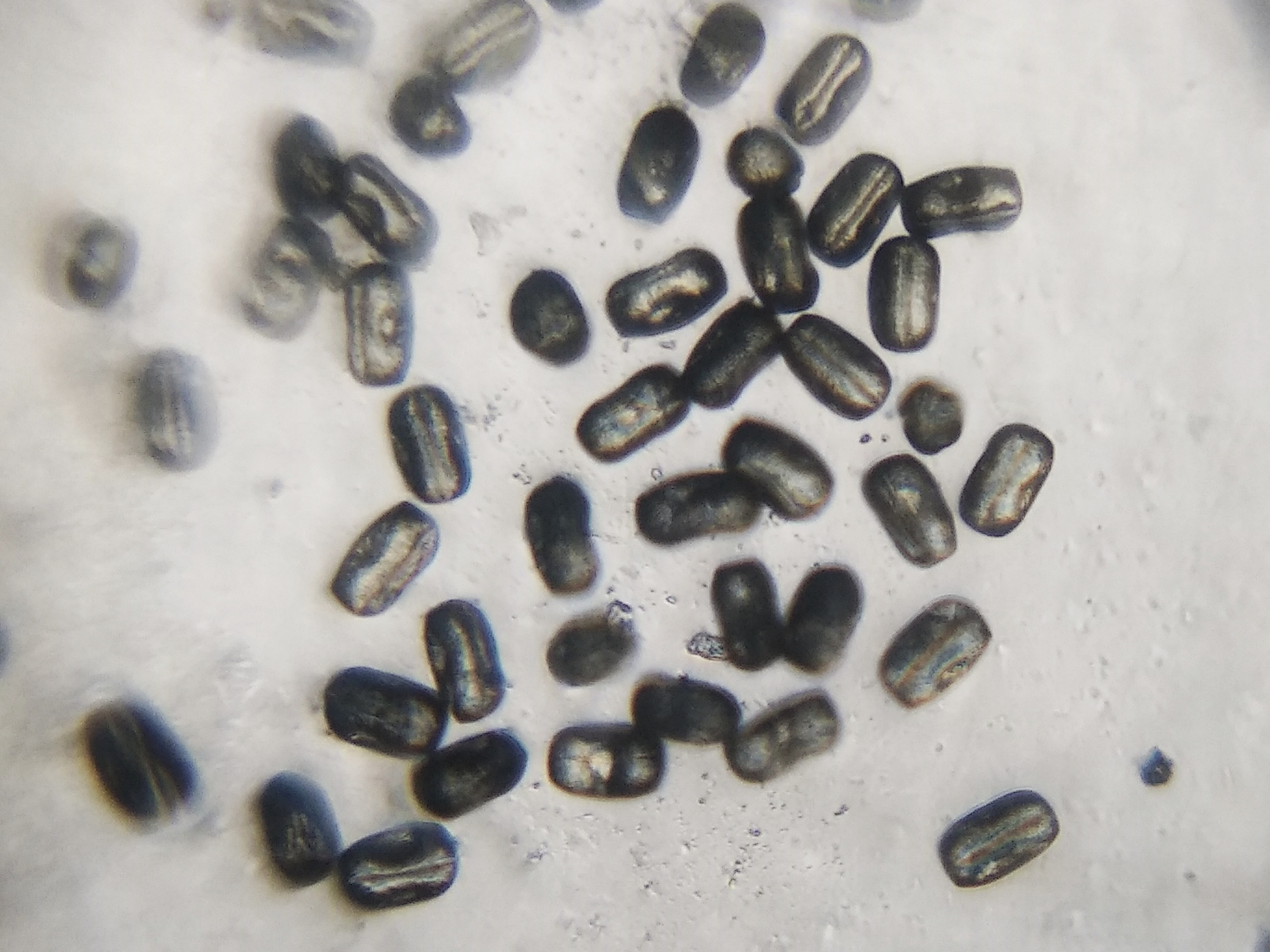
حبوب اللقاح